# Сторожук Юрій Анатолійович
Сторожук Юрій Анатолійович (* 8  червня 1959, м. Київ) — український медійник, педагог

## Біографія
Закінчив Київський національний університет імені Тараса Шевченка за фахом «Російська мова як іноземна» (1981) після чого працював викладачем цього університету до 1992 року на кафедрі російської мови для іноземних студентів, аспірантів та стажистів.
З 1986 по 1990 рік працював викладачем російської мови в Індійському інституті наук (м. Бангалор, Індія).
З 1992 року — ведучий програм, а з 1994-го — завідувач редакції зарубіжної інформації Національної радіомовної компанії України.
В 1995-1996 роках — референт з громадських зв'язків, керівником відділу радіопроектів Міжнародного медіа-центру «Інтерньюз».
З 1996 по 2001 рік — завідувач відділу радіопроектів Представництва американської фірми «Інтерньюз Нетуорк». Автор численних радіопрограм.
У 2000-2001 роках працював завідувачем відділу офіційних перекладів Національної телекомпанії України.
В 2001-2002 — заступник виконавчого директора Всеукраїнської громадської організації «Незалежна асоціація телерадіомовників».
З 2002 по 2004 рік працює на посадах директора з розвитку та програмного директора телекомпанії «Ера».
В 2004—2005 — керівник проекту «Радіо НАРТ —Чесна Хвиля» на громадських засадах.
З 2004 року — незалежний медіа-експерт.
У 1996-2004 роках проводив тренінги для радіожурналістів України, Вірменії, Грузії, Казахстану.
У 2005 році призначений на посаду члена Національної ради України з питань телебачення і радіомовлення, а 13 квітня 2005 року обраний першим заступником голови Національної ради України з питань телебачення і радіомовлення.
З 2010 року генеральний директор студії телевізійних фільмів «Укртелефільм».
Працює старшим викладачем в Могилянскій школі журналістики в Національному університеті «Києво-Могилянська академія».
Вільно володіє англійською, іспанською, російською та українською мовами.

## Сфера професійних інтересів
Виробництво новин, запуск інформаційних проектів, організація роботи служб новин, програмування теле- та радіомовлення.